# Restauração Bourbon na Espanha
A Restauração Bourbon na Espanha é o período histórico que abrange do fim da Primeira República Espanhola, com o pronunciamento do general Arsenio Martínez Campos em 1874, até a proclamação da Segunda República a 14 de abril de 1931. É caracterizado por uma certa estabilidade institucional, a construção de um modelo liberal do Estado e a incorporação dos movimentos sociais e políticos surgidos com a revolução industrial, até a sua progressiva decadência, que conduziria à ditadura de Primo de Rivera em 1923. O pronunciamento do militar Martínez Campos em 1874 restabelece a dinastia Bourbon no filho de Isabel II, Afonso XII.

## Início do processo restaurador
Afonso XII encontrava-se no exílio na Grã-Bretanha após o insucesso da Primeira República, e Cánovas del Castillo desde o Partido Liberal-Conservador entra em conta(c)to com ele para restaurar a monarquia na Espanha. Cánovas faz promessas à classe política de que se tratará da superação tanto da República quanto dos modos do reinado de Isabel II, com a última das guerras Carlistas ainda sem finalizar. Convencido o futuro rei, proclama o Manifesto de Sandhurst a 1 de dezembro de 1874 no que comunica que muitos tinham entrado em conta(c)to com ele para o estabelecimento de uma monarquia constitucional, considera órfã a nação e considera-se legítimo herdeiro do trono por abdicação de sua mãe, Isabel II, pondo-se à disposição dos espanhóis.
O sistema político que se estabeleceu foi bipartidarista entre o Partido Liberal-Conservador liderado por Antonio Cánovas del Castillo e o Partido Liberal-Fusionista que encabeçou Práxedes Mateo Sagasta, embora participasse na sua criação Cánovas del Castillo. Isto permitiu superar o sistema de partido único que levara a uma falta de legitimidade democrática a Isabel II e ao seu posterior derrocamento. O novo panorama permitiria uma maior estabilidade, mas a estreiteza do sistema, com uma alternância política fictícia - conhecida como turnismo -, causará graves problemas que terminarão na corrupção política, cuja base estava no denominado caciquismo.

Versão do Escudo da Espanha com o Tosão de Ouro
Versão do Escudo da Espanha com as Colunas de Hércules

## Até o desastre de 1898

As armas reais da Espanha. Recuperadas em 1875 somente como símbolo pessoal do monarca.

A legitimidade do novo regime estabelece-se com a Constituição de 1876 que forma o novo modelo de Estado com um poder legislativo dividido em duas câmaras: Congresso dos Deputados e Senado, com um sufrágio censitário para escolher o Congresso e um Senado nomeado pelo rei; o monarca conservava boa parte das funções de Chefe do Estado e do poder executivo.
Antonio Cánovas del Castillo foi o artífice do processo, que seguia as linhas marcadas anos antes por Afonso XII no seu exílio na Grã-Bretanha, e permitia o fim da guerra carlista.
Dissolvida a República, os chamados "partidos dinásticos", conservadores e liberais, encabeçados por Cánovas e Práxedes Mateo Sagasta alternar-se-ão no poder.
A morte de Afonso XII abriu espaço à regência de Maria Cristina, período que se inicia com o governo de Sagasta, caracterizado pela aprovação da Lei de Associações, a liberdade de imprensa, o sufrágio universal em 1890 (ainda apenas para os homens) e a criação da instituição do júri, entre outros avanços. A nova regulação permite a aparição de outro partido político em cena, o Partido Republicano de Espanha, que terá grande influência no futuro. Começa neste período a aparição do anarquismo e do socialismo através do PSOE (fundado em 1879) com os primeiros movimentos operários que surgem da revolução industrial.

### Desenvolvimento econômico
A emigração para a América, o débil crescimento populacional (Espanha contava com apenas 18,5 milhões de habitantes em 1900) e situações de fomes e epidemias, produziram uma desigualdade crescente entre Espanha e o restante dos países europeus.
Espanha ocupava 79% da população na agricultura de baixo rendimento e na manufatura de produtos agrícolas. O sistema protecionista impedira a modernização do setor, incapaz de competir adequadamente. O latifundismo condicionava a vida dos camponeses de grandes zonas da península, sobretudo na Andaluzia e na Estremadura. Somente alguns setores (vinho, azeite, frutas) começavam com exportações, pouco significativas ainda, para a Europa.
O desenvolvimento da indústria e das comunicações era escasso. Enquanto Europa vivia plenamente a revolução industrial, apenas a Catalunha (com a implantação da ferrovia e a indústria têxtil), zonas do País Basco (siderurgia em Bilbao), e as explorações mineiras na Andaluzia (ferro, cobre e chumbo) e nas Astúrias (carvão) avançam no caminho do progresso. Isto acentuará a desigualdade regional.
Em 1888 celebrou-se a Exposição Universal de Barcelona.

### Uma sociedade cambiante
A Restauração implicou uma profunda centralização administrativa e legal. Os nacionalismos catalão, basco e galego não tardam em reagir, na Catalunha ligado à sua própria revolução burguesa e à identidade cultural; no País Basco, que perdera os foros após as guerras Carlistas, buscava definir o seu futuro. Apareceram o Partido Nacionalista Basco, a Liga da Catalunha e a União Catalanista, a Associação Regionalista Galega.

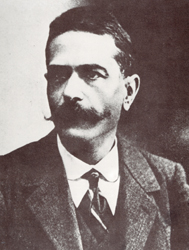
Antonio García Quejido, um dos fundadores da Unión General de Trabajadores junto a Pablo Iglesias Posse

O movimento operário agrupou-se em torno ao PSOE que propugnava a luta pacífica e a participação eleitoral, a UGT (fundada em 1888) e o anarquismo na Federação de Trabalhadores da Região Espanhola.
A monarquia questionaria estes movimentos com uma forte repressão, com especial virulência contra o anarquismo. Catalunha será território de muitos destes confrontos, onde em 1897 um anarquista assassinará Cánovas.
A Igreja evolui desde uma primeira posição de intransigência para a conciliação. Na aprovação da Constituição de 1876 é exposto um duro conflito em relação à aplicação do artigo 11, que dizia:
| “ | A religião Católica, Apostólica, Romana, é a do Estado. A Nação obriga-se a manter o culto e os seus ministros. Ninguém será molestado em território espanhol pelas suas opiniões religiosas, nem pelo exercício do seu respectivo culto, salvo o respeito devido à moral cristã. Não se permitirão, porém, outras cerimônias nem manifestações públicas do que as da religião do Estado | ” |

Inicialmente, os governos conservadores concebiam uma interpretação restritiva, que suscitou numerosos protestos de embaixadores estrangeiros. O debate recrudesceu-se em relação ao ensinamento, exigindo os bispos a garantia do ensino doutrinal, como um direito reconhecido na concordata, da supervisão e censura dos conteúdos do ensino, em detrimento da função inspetora que correspondia ao próprio Estado.
Também se estendeu o conflito na regulação do matrimônio civil, previsto inicialmente, mas sem desenvolvimento posterior devido à oposição da Igreja. Em novembro de 1886, Manuel Alonso Martínez tomou a iniciativa de autorizar o matrimônio para os não católicos. Após intensas negociações foi alcançado um acordo com a Santa Sé, pelo qual está reconhecia ao Estado a potestade de regular os efeitos civis do matrimônio.
A sociedade estava, pois, dividida em vários setores. Por um lado a tradição que representam os partidos de Cánovas e Sagasta: monárquicos, defensores de um modelo conteúdo de apertura e alheios ao sentir das novas classes sociais. Por outro lado uns movimentos de diferente signo, republicanos e nacionalistas, representantes da nova burguesia que não encontra ainda o seu espaço nacional. Em terceiro lugar, o proletariado que se agrupará em torno a um partido político, o Partido Socialista Obreiro Espanhol e dois sindicatos de classe, a Unión General de Trabajadores e a Confederação Nacional do Trabalho. Tudo isso, sob a atenta olhada da Igreja.

### Governos desde a restauração até 1898
A novidade importante dos sucessivos governos da restauração foi a pacífica alternância entre os dois partidos dinásticos, mediante o curioso sistema de, em primeiro lugar, realizar a transferência de poder ao partido contrário que procedia à convocatória de eleições que legitimaram o seu governo, numa inversão da ordem natural de tal processo. Para conseguir esta alternância, era usado a fraude eleitoral.
As primeiras eleições da Restauração aconteceram em 20 de janeiro de 1876, obtendo a maioria os liberais conservadores de Cánovas, com 333 cadeiras. Celebraram-se ainda sob o sistema estabelecido na Constituição de 1869. Em 1876 foi encomendada a elaboração de uma nova Constituição a uma comissão presidida por Manuel Alonso Martínez.

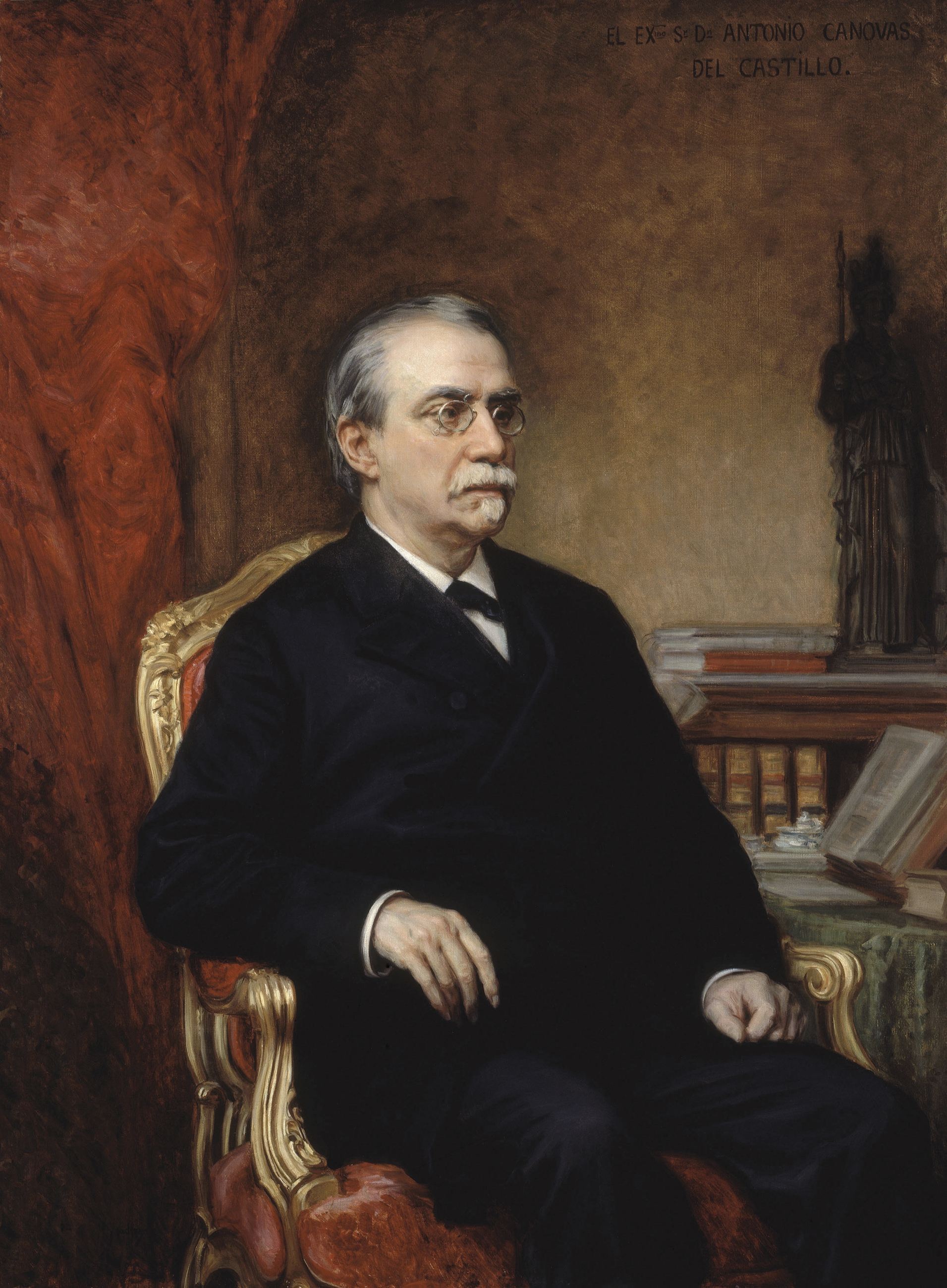
Antonio Cánovas del Castillo

A ascensão ao poder do general Martínez Campos conduziu a uma convocatória de eleições em 20 de Abril de 1879, que outorgou aos liberal-conservadores 293 cadeiras. Cánovas voltou para o poder em dezembro do mesmo ano como resultado da divisão nas filas conservadoras devido à lei de abolição da escravidão nas Antilhas. Centrou os seus esforços em conseguir uma alternância estável com os constitucionalistas de Sagasta, que fundou o Partido Liberal Fusionista em março de 1880, identificado já com o novo regime. Acede ao poder a 10 de fevereiro de 1881, num ensaio da alternância pacífica dos partidos. Dissolveu as Cortes e convocou novas eleições, nas quais a sua formação obteve 297 cadeiras.
Sagasta governou até 13 de outubro de 1883, em que foi sucedido por um governo de José de Posada Herrera, da sua mesma formação, que finalmente teve de demitir pela hostilidade dos próprios sagastinos. Encomendou-se o governo a Cánovas, que voltou a dissolver as Cortes; nos comícios de abril de 1884 a sua formação obteve 318 deputados. Nestas eleições, as palavras do deputado José Mª Celleruelo plasmam o espírito do sistema eleitoral:
| “ | foi falsificada a Junta do Censo; esta falsificou os interventores; o prefeito falsificou as presidências das mesas, e as mesas, depois destas três gravíssimas falsificações, falsificaram o resultado da escolha | ” |

.
A morte prematura de Afonso XII a 24 de novembro de 1885 levou a Cánovas a outorgar o poder ao Partido Liberal, num acordo para a consolidação do regime que passaria à história como o Pacto do Pardo, mas que precipitaria a defecção do canovismo de um grupo acaudilhado por Romero Robledo. O novo governo de Sagasta, e primeiro da Regência, foi nomeado a 25 de novembro de 1885, convocando eleições para 4 de Abril do seguinte ano. Seguiram as irregularidades já usuais, conseguindo os liberais 278 atas.
A 26 de junho de 1890, o governo liberal mudou a Lei Eleitoral, restituindo o sufrágio para os varões maiores de 25 anos. Este sistema não implicou uma variação substancial dos vícios eleitorais, mas trouxe consigo novas condutas políticas que, a longo prazo, conduziriam à sua crise e desmantelamento.
As Cortes liberais dissolveram-se em dezembro de 1890, tomando o poder um governo Cánovas, que convocou eleições para fevereiro de 1891. Embora os métodos utilizados pelo seu Ministro de Governação (Francisco Silvela) fossem menos escandalosos que os do seu antecessor Romero Robledo, o Partido Conservador obtinha a maioria, embora um pouco menos folgada que de costume, com 253 assentos. Os partidários da república conseguiram alguns pequenos sucessos com 31 cadeiras.
A unidade dos conservadores cambaleava, já sofrera uma dissidência com Romero Robledo, embora voltasse para o partido. Esta vez foi Silvela, sob a bandeira da moralização. Sua defecção trouxe a demissão de Cánovas em dezembro de 1892, e levou ao terceiro liberal.

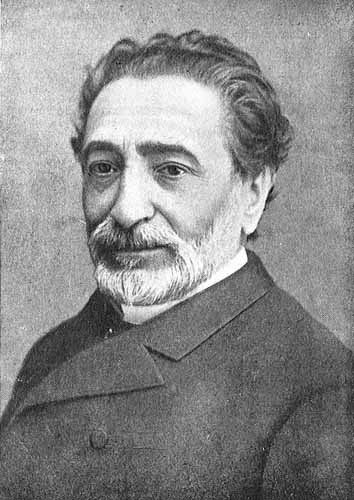
Práxedes Mateo Sagasta

Formou governo Sagasta, que convocou eleições a 5 de março de 1893, que outorgaram a consabida maioria aos liberais com 281 postos. A surpresa a deram os republicanos com 47 cadeiras, o segundo grupo superando mesmo aos conservadores oficialistas afetados pelas dissidências internas.
O conflito de Marrocos e o último ato da crise colonial ultramarina levaram a Sagasta a ceder o poder a Cánovas em março de 1895. O dirigente conservador governou um ano com o apoio da maioria liberal, até as eleições de 12 de abril de 1896, que foram celebradas com a abstenção da União Republicana, dividida após a morte de Ruiz Zorrilla, a mudança de muitos republicanos para as filas liberais, e a posição dos federalistas de Pi y Margall de apoio à autonomia ou a independência de Cuba. Como novidade, foram apresentadas pela primeira vez candidaturas socialistas, embora sem conseguirem nenhuma ata. Como era previsível, a maioria foi para os conservadores, ainda que as magnitudes das vitórias dos partidos do turno iam decrescendo.
O assassinato de Cánovas, junto ao momento mais crítico da guerra de Cuba, além das querelas internas nas filas conservadoras, precipitou o retorno ao poder de Sagasta. Após a habitual dissolução das Câmaras, as novas eleições proporcionaram uma cômoda maioria para os liberais, com 284 cadeiras, ante um Partido Conservador que continuava cindido após o desaparecimento do seu líder indiscutível, na oficialista Unión Conservadora de Silvela, e os dissidentes robledistas, em pleno declínio. A União Republicana renunciou ao abstencionismo, embora as suas dissensões internas a levassem a um pobre resultado.

### A cultura abre-se ao mundo
O desenvolvimento industrial, a estabilidade institucional e a melhora dos intercâmbios com outros países europeus, ocasiona pequenas mais significativas mudanças na cultura espanhola.
A Igreja católica, apoiada pela política clássica e dinástica, seguia jogando um papel fundamental na cultura popular de finais do século XIX, onde 65% da população espanhola era analfabeta. Contudo, começou a mostrar a sua energia o movimento operário espanhol, com a apertura de ateneus e escolas populares, muito ideologizadas, mas que permitiam que muitos homens e mulheres das zonas rurais acedessem a uns mínimos conhecimentos.
Nas artes, na educação e na literatura manifestava-se uma abertura às ideias de além-Pirenéus. O crescimento das grandes cidades, fruto da industrialização, abrir espaço a um urbanismo moderno que teve a sua expressão mais destacada no movimento modernista catalão, com Antoni Gaudí. Os republicanos, convencidos da importância da educação no futuro da Espanha, uniram-se em torno ao projeto da Institución Libre de Enseñanza, com Francisco Giner de los Ríos e Emilio Castelar entre os seus principais adaís, buscando a formação de uma classe dirigente moderna e europeia. Na literatura, o romantismo abre espaço ao realismo, com Benito Pérez Galdós, Emilia Pardo Bazán e Leopoldo Alas "Clarín" como máximos expoentes. Chegou a falar-se duma Idade da Prata da Cultura Espanhola.

### América e Europa: Duas olhadas
Na Europa ocorriam duas correntes de desenvolvimento que afetariam a toda a história posterior: por um lado, a Grã-Bretanha, França, Bélgica, os países nórdicos e a Confederação Germânica prosseguiam com o processo de industrialização; pelo outro lado, a Europa meridional e oriental mantinham as estruturas agrícolas tradicionais. Nos primeiros o liberalismo e a burguesia industrial marcaram as pautas de desenvolvimento; nos segundos seguia presente o modelo tradicional de organização política.
Espanha encontrava-se numa encruzilhada. Na Catalunha e no País Basco apreciava-se a presença tímida da revolução industrial. O restante da Espanha seguia com uma economia agrícola. Além disso, as estruturas de poder seguiam-se baseando nos partidos dinásticos, e não nas novas classes emergentes.
Na América, emergiam como grande potência os Estados Unidos, aos que Espanha não prestaria especial atenção até ser tarde demais. As antigas colônias espanholas atingiram a sua independência e começavam a depender mais nas suas relações econômicas dos Estados Unidos e da Grã-Bretanha do que da antiga metrópole.

## De 1898 à ditadura de Primo de Rivera
Em 1898, num sistema político bem estável, aconteceu de repente a perda das posses de Cuba, Porto Rico e Filipinas, os últimos territórios espanhóis na América e na Ásia, numa guerra com os Estados Unidos que resultou humilhante para a sociedade espanhola. Este período é conhecido como o do "desastre" e comocionou todo o sistema social.
A política de Cánovas fora a de contenção frente às demais potências, incluídas as emergentes (os Estados Unidos e a Alemanha). A frota espanhola nunca se recuperara da Batalha de Trafalgar e a disposição a manter as colônias não se correspondia com a capacidade e energia necessárias para isso.

### A Guerra Hispano-Americana
Em Cuba, a insurreição de 1895 com José Martí e Máximo Gómez foi esmagada nos seus começos pelo general Martínez Campos. Contudo, o apóio populacional, incluída a classe média crioula era palpável. O general Valeriano Weyler substitui a Martínez Campos, visando isolar os apoios populares à revolução. Nas Filipinas, José Rizal, executado pelas tropas espanholas, encabeçava a sublevação em 1896 que prosseguiu apesar da Paz de Biac-na-Bató em 1897.

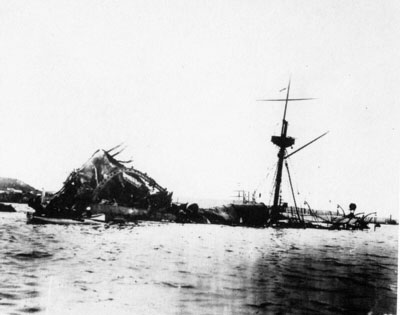
Afundamento do USS Maine

O estouro do buque norte-americano Maine a 15 de fevereiro de 1898 desencadeou a guerra na que a esquadra norte-americana do atlântico atacou Cuba, e a do pacífico, desde Hong Kong, fez o próprio com as Filipinas.
A 15 de julho de 1898 capitulou Santiago de Cuba; a 25 de julho, Porto Rico; a 14 de agosto capitula Manila, capital de Filipinas. A Paz de Paris é assinada a 10 de dezembro, na qual Espanha cede todas as suas posses para os Estados Unidos. As últimas colônias no Pacífico são vendidas à Alemanha em 1899, por meio do tratado Germano-Espanhol, devido à impossibilidade do governo de mantê-las.

### O regeneracionismo
Após a perda das colônias, na Espanha surgiram movimentos que tratavam de superar uma crise que era também de identidade. Surgiu o denominado regeneracionismo, ou seja, um processo através do qual poder superar os modos e políticas do passado para encontrar um caminho novo.
Em 1902 acedeu ao trono Afonso XIII, com Antonio Maura como Chefe do Governo procurando impulsionar uma política de apertura que evitasse a revolução operária: eliminação ou atenuação do caciquismo eleitoral e descentralização administrativa. Contudo, o exército, doido pela derrota e pelas fortes críticas da opinião pública após a guerra, enfrentava-se com o sistema e mantinha constantes ameaças para o processo modernizador.

O governo manteve ocupado o exército na África, em Marrocos, onde a Espanha compartilha a colonização com a França. Em 1908 recrudesceram-se os confrontos com a população marroquina. A Semana Trágica de Barcelona será a contestação popular ao envio de tropas. Maura perdeu o poder e chegou o governo liberal de José Canalejas. Apenas se puderam adotar algumas medidas de descentralização, até o seu assassinato em 1912 por um anarquista. Sucedem-se os governos do Conde de Romanones e Eduardo Dato. Espanha decidiu permanecer neutral na Primeira Guerra Mundial, mas desaproveitou economicamente a oportunidade de colocar-se em posição de privilégio numa economia de guerra. Os partidos dinásticos não terminam de ligar com a sociedade civil e o PSOE, os republicanos, os nacionalistas catalães e os nacionalistas bascos com o PNV, representavam melhor as aspirações populares. O ano de 1917 foi o das revoltas: o exército uniu-se em torno às Juntas Militares de Defensa nos seus confrontos internos; republicanos e socialistas aliaram-se para oferecer uma alternativa ao sistema político, assim como os nacionalistas catalães e bascos, e foram suspendidas as garantias constitucionais; a greve revolucionária de agosto-setembro provocou graves confrontos entre sindicatos e forças da ordem.
Os sucessivos governos não conseguiram pacificar os ânimos. A Revolução russa influiu nos sindicatos, sobretudo a CNT, que até 1921 mantiveram revoltas em toda Espanha, da Andaluzia à Catalunha. Esse ano foi assassinado Eduardo Dato em outro atentado anarquista e até 1923 houve treze governos diferentes em seis anos. O Desastre de Annual em Marrocos levou o governo de Manuel García Prieto em 1922 a uma última tentativa de regeneracionismo que fracassou com as petições à esquerda de responsabilidades políticas. A 13 de Setembro de 1923, Miguel Primo de Rivera, capitão-general da Catalunha, deu um golpe de estado que triunfou imediatamente ao ser reconhecido por Afonso XIII, começando a ditadura de Primo de Rivera.

### Os governos até a ditadura

Distribuição da população da Espanha por províncias (1900)

A derrota frente aos Estados Unidos e a perda dos últimos restos do império colonial pelo Tratado de Paris, abriram caminho para uma crítica, mais global que sistemática, da realidade nacional. Neste momento surgiram atitudes reformistas incubadas já com anterioridade ao desastre. Um desejo de câmbio ao que não se subtraiu o regime político, gravemente erodido pelo seu caráter excludente, e pela sua incapacidade para integrar as novas forças emergentes, à par do processo de modernização da realidade espanhola.
Houve intentos de reforma, controlados pelo sistema (Maura, Canalejas), fracassados por não aceitar as concepções regeneracionistas, e não assumir o novo talante democrático que impunha a irrupção das massas na vida pública. A esta impotência política acrescentou-se a crise interna do sistema devida à fragmentação dos partidos do turno, após a perda dos líderes históricos, Cánovas e Sagasta, respectivamente em 1897 e 1903.
Os conservadores, após a retirada de Silvela, encontraram em Maura um líder indiscutível, mais após a Semana Trágica de Julho de 1909, sentaram-se as bases para uma cisão entre os partidários de Dato, os mauristas, além de outras facções mais autoritárias e oportunistas que se agruparam no "ciervismo". Pela sua vez, os liberais pareceram encontrar um líder em Canalejas, mas a sua morte prematura em 1912 fragmentaria o partido entre os liberais ortodoxos de Romanones e os liberal-democratas de García Prieto.
Após o governo de Sagasta e o seu protagonismo no Desastre, teve lugar uma mudança de governo, encomendado aos conservadores e presidido por Silvela. Após a pertinente dissolução das Cortes, foram convocadas eleições a 16 de abril de 1899, com uma tênue intervenção do Ministério da Governação, regido por Dato. Contudo, a maioria governamental de 222 cadeiras, embora folgada, não resultou tão espetaculosa quanto era costume, enquanto os liberais, com 93 atas no setor oficial coletavam o melhor resultado para o partido ao que não correspondia o turno de governo. Neste gabinete, os problemas da Fazenda Pública, regida por Raimundo Fernández Villaverde caracterizaram o trânsito de século, e terminaram com o governo em Outubro de 1900. Após um governo ponte do General Azcárraga, Sagasta acedeu, pela última vez, à presidência do executivo. Do modo habitual, dissolveu as Cortes, e convocou eleições para Maio de 1901; resultou uma forte atomização da Câmara, se bem que os liberais conseguiram um cômodo resultado com 233 atas. Os republicanos iniciavam uma lenta recuperação, com tentativas de renovação pontuadas pela aliança de Lerroux com os históricos de Salmerón.
O começo do reinado de Afonso XIII, em 17 de maio de 1902, viu-se pontuado pela ascensão das forças políticas regionalistas, operárias e republicanas, bem como um recrudescimento da questão anticlerical, e a explicitação agressiva de um militarismo, até então latente. Sagasta, o velho líder liberal, deixou o poder a 6 de dezembro de 1902, para falecer menos de um mês depois. Foi substituído por um governo conservador dirigido por Silvela, assistido por Antonio Maura no Ministério da Governação. Após cinco meses de preparativos, nos quais Maura iniciou uma campanha de desmantelamento das redes caciquis, que resultou incompleta, as eleições foram celebradas a 8 de março. O resultado foi a consabida maioria para o partido no poder e a leal oposição, com 230 cadeiras para os conservadores, e 93 para os liberais oficiais. Embora houvesse um grande avanço de republicanos (36 deputados) junto a regionalistas e carlistas, com 7 cadeiras cada um. Estes resultados irritaram Afonso XIII, que reprochou a Maura a sua "honradez eleitoral", embora em público manifestasse a sua satisfação.
Nos anos posteriores foram clarificados os respectivos liderados dos dois grandes partidos que seguiam o turno. Retirado Silvela da presidência do governo, a disputa pela sua sucessão entre Fernández Villaverde (fugaz presidente até novembro) e Antonio Maura, foi finalmente resolvida em favor deste, que capitaneou um governo conservador até um incidente com o rei, que forçou a sua demissão em dezembro de 1904. Era o turno para os liberais, que após outros dois breves interregnos de Azcárraga e Fernández Villaverde, acederam ao governo a 23 de junho de 1905. Presidiu o executivo Montero Ríos, político sobrevivente do Sexênio Democrático, e na realidade cabeça nominal de uma dissidência, o Partido Democrata radical, inspirada por José Canalejas, frente ao liberalismo tradicional encarnado por Segismundo Moret. Contudo, os liberais apresentaram-se unidos nas eleições de Setembro de 1905, obtendo uma vitória sem complicações, com 229 deputados, frente do retraimento do eleitorado e do estancamento dos republicanos e regionalistas.
Sucederam-se vários fugazes governos liberais (Montero Ríos, Moret, López Domínguez, Vega de Armijo), que amostrava a falta de liderado, o que conduziu finalmente a ceder o poder a Maura, então indiscutido chefe conservador, e disposto, em princípio, a continuar a política regeneracionista já iniciada em 1904. Contudo, as eleições do 21 de Abril de 1907 foram controladas de modo escandaloso pelo Ministro de Governação Juan de la Cierva, superando, mesmo, os métodos de Romero Robledo. Os conservadores obtiveram uma estonteante vitória com 252 deputados, e isso conduziu a um retraimento dos liberais como protesto pelos métodos de De la Cierva.
Antonio Maura, durante o denominado “governo longo”, com tentativas renovadoras, dispôs-se a realizar a revolução desde o topo, centrada na culminação de projetos reformistas como o pleito autonomista catalão e a tentativa de extirpar o caciquismo mediante as reformas das leis municipal e eleitoral. Neste último apartado foi concebida uma reforma introduzindo o sistema proporcional, ou eliminar as circunscrições uninominais, proclives ao caciquismo; porém, a nova lei eleitoral aprovada, se bem que introduziu novidades como o voto obrigatório ou a introdução de alguns métodos para velar pela pureza do processo, como a constituição das Juntas do Censo, em essência não corrigiu as disfunções do sistema eleitoral. Mesmo esta lei agravou as disfunções com o "artigo 29", com o qual resultavam automaticamente eleitos, sem necessidade de votação, os candidatos que se apresentassem em solitário. Isso significou o reconhecimento legal do costume do candidato único, em geral afim ao governo, e comum, sobretudo, nas zonas rurais.
Além da união de liberais e republicanos na oposição, mediante um bloco de esquerdas, a crescente implicação em Marrocos degenerou numa guerra colonial aberta no verão de 1909, e foi a causa do estouro da violência popular na Semana Trágica barcelonesa de finais de Julho, devida à mobilização dos reservistas. A repressão posterior, incluído o fuzilamento de Francisco Ferrer, fundador de uma escola anarquista, concitou, não somente a condenação por parte da opinião pública estrangeira, senão o acosso da oposição até conseguir a demissão de Maura.
À frente do antimaurismo era Segismundo Moret, que obteve o poder a 22 de outubro, embora o rei, numa ação sem precedentes, negou-lhe o Decreto de Dissolução das Cortes, pelo qual o governo esteve numa situação provisória, até que José Canalejas, verdadeiro restaurador da unidade do partido liberal, acedeu à presidência do Conselho de Ministros em fevereiro de 1910. Então obteve a dissolução, e foram convocadas eleições em maio, com uma peculiar situação de confronto dos dois partidos dinásticos, pela primeira vez em toda a Restauração. Os dois partidos, além disso, apresentavam-se unidos e sem fissuras, com dois líderes fortes, Antonio Maura e José Canalejas. Contudo, pela aplicação do mencionado artigo 29, 30% da população foi privada de voto, o qual beneficiou o partido no governo, neste caso o liberal. O partido no governo obteve 219 deputados, o menor número de todas as celebradas, e a oposição conservadora, 102, o melhor resultado para a oposição, não já até o momento, mas mesmo nunca superado depois. Além disso, os republicanos, com 37 cadeiras, obtiveram um magnífico resultado, apresentando-se nesta ocasião coligados com os socialistas que obtiveram, pela primeira vez, uma cadeira para Pablo Iglesias Posse.

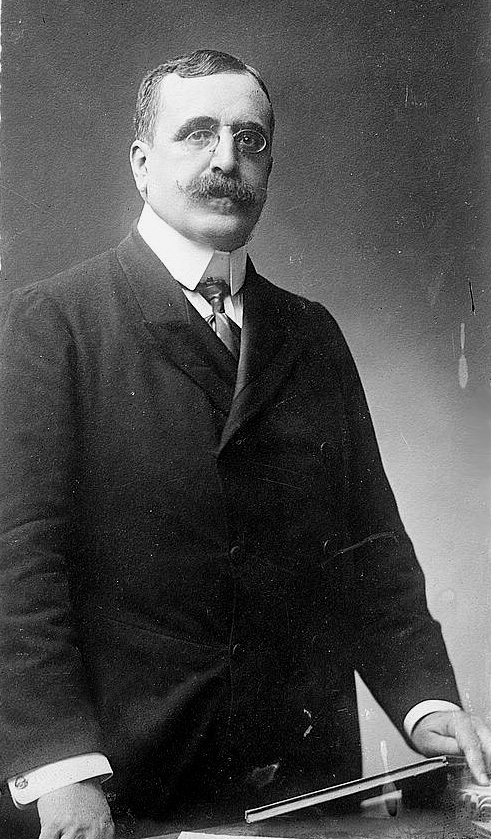
José Canalejas

Durante o governo de Canalejas, para evitar o problema laicista, foi promulgada a lei do cadeado, que proibia a implantação de novas ordens religiosas na Espanha. Também se tentou paliar as disfunções do sistema parlamentar por meio de medidas para retificar o sistema eleitoral, com um projeto de lei visando reduzir o peso dos distritos rurais. Infelizmente, estas reformas nunca seriam executadas, e as contradições entre o sistema político-eleitoral e a realidade socioeconômica foram agravando-se cada vez mais.
Também o governo de Canalejas agiu com decisão no problema de Marrocos, iniciando negociações com França para delimitar as respectivas zonas de influência. Contudo, as obras de renovação iniciadas por Canalejas foram truncadas com o atentado que acabou com a sua vida a 12 de Novembro de 1912.
Após uns governos de transição de Manuel García Prieto e o Conde de Romanones, o governo foi encarregue ao conservador Eduardo Dato, quem convocou eleições em Março de 1914. O artigo 29 seguia plenamente vigente, pelo qual o governo voltou a ganhar, embora com uma exígua maioria de 188 cadeiras, que, pela primeira vez, não era folgada suficiente para governar, se bem que a oposição estava fragmentada. Portanto, o gabinete datista buscou o apoio de outras minorias conservadoras para se manter, de jeito instável, até Dezembro de 1915. Após o insucesso, foi formado um governo liberal presidido por Romanones, que convocou eleições para Março de 1916, que arremessaram esta vez uma clara maioria liberal, embora cerca de 35% dos deputados foram eleitos sem votação. O sistema estava em decomposição, o Governo adjudicava-se as maiorias, e repartia os ocos entre as minorias. Os níveis de nepotismo também eram escandalosos, 54 deputados eram familiares das grandes figuras da política, entre eles Romanones tinha o seu filho e o seu genro.
Esgotadas as possibilidades dos liberais, Dato assumiu novamente a presidência, com um clima de conflitos, devido à ingerência do exército, às reivindicações regionalistas catalãs e às contraditórias repercussões socioeconômicas da Grande Guerra; além disso, adicionou-se a greve geral revolucionária de verão de 1917, num processo conhecido pela historiografia como crise de 1917; o que conduziu finalmente à demissão do Gabinete de Dato. A gravíssima crise foi conjurada por meio de um governo de ampla concentração de partidos dinásticos, entre os que foram incluídos, pela primeira vez, os catalanistas. O governo foi presidido por Manuel García Prieto, e convocou eleições em fevereiro de 1918, caracterizadas por uma estranha sinceridade eleitoral, o que se traduziu num resultado incerto. Os liberais foram os ganhadores, com 167 cadeiras, se bem que as dissensões entre eles faziam que a minoria majoritária fosse os conservadores oficiais. Os republicanos históricos continuaram a sua decadência, embora isso fosse compensado com o auge dos socialistas e dos republicanos reformistas.
Esta sinceridade contribuiu para agravar a crise do sistema, formando-se um Governo Nacional, presidido por Maura, e com presença de todos os chefes parlamentares dos partidos afins à monarquia; mas este esforço somente durou 7 meses, devido primariamente às diferenças entre estes chefes. Em junho de 1919, o novo governo conservador de Maura teve de convocar novas eleições, com uma suspensão das garantias constitucionais. As minorias de esquerda declararam as novas Cortes "facciosas". As diferenças no seio das filas conservadoras levaram a que as novas Cortes fossem ainda mais ingovernáveis, pois embora os conservadores foram os ganhadores, estavam divididos em duas facções de similar envergadura. Portanto, após vários governos, novamente foram convocadas eleições por Dato, em dezembro de 1920, nas quais o governo recuperou as suas tradições pouco ortodoxas, apressado pelos problemas, e procurando uma maioria sólida; tal maioria foi conseguida, com 232 cadeiras conservadoras, 185 das quais alinhadas com os datistas governamentais.
Após a morte de Dato, em março de 1921, seguiram-se vários governos conservadores, impotentes para frear a decomposição do regime parlamentar. Por fim, o governo liberal de García Prieto, constituído em dezembro de 1922, com o apoio dos republicanos reformistas de Melquíades Álvarez dissolveu as Cortes, e convocou em abril de 1923 as últimas eleições do período da Restauração. No jornal La Voz, no número de 6 de março desse ano, apresentava uma curiosa estatística de vinculações familiares dos candidatos: 59 filhos, 14 genros, 16 sobrinhos e 24 com outros parentescos relacionados com os fundadores de dinastias políticas, 52 deles para os conservadores e 61 para os liberais; e isso sem contar os passantes e protegidos. Além disso, os candidatos eleitos sem votação, graças ao artigo 29, bateram o recorde com 146 cadeiras.
Os liberais, em coligação com os reformistas conseguiram 223 cadeiras, enquanto os conservadores conseguiram 108, deles, 81 para os oficialistas de Sánchez Guerra, 16 para os ciervistas e 11 para os mauristas. As críticas do diário ABC a estas últimas eleições são um claro expoente do cansaço ao que chegara a opinião pública pelas reiteradas manipulações da vontade popular:
| “ | As eleições foram convidas; quase todos os candidatos de oposição, oficiais e protegidos ou consentidos. Repetem-se as convocatórias cada ano, ou aos dois anos as mais distantes e, porém, qualquer Governo, como se chame ou como se pinte, dispõe sempre da maioria, tão grande quanto quiser, e ainda sem romper a tradição dos convênios. A ficção eleitoral não tem pretensões de finura. | ” |

Os projetos renovadores de García Prieto foram obstaculizados por numerosos setores, e pelas tentações autoritárias do rei.

## A Ditadura de Primo de Rivera

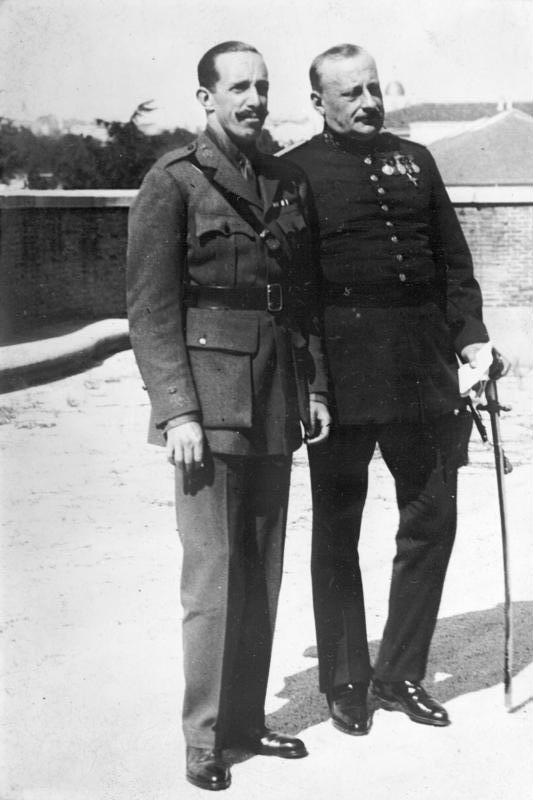
Rei Afonso XIII com o General Miguel Primo de Rivera (à direita) após sua nomeação como Chefe de Governo e Presidente do Diretório Militar.

Com o apoio do exército e da burguesia, a ditadura de Primo de Rivera somente foi contestada pelos sindicatos operários e pelos republicanos, cujos protestos foram imediatamente calados pela censura e pela repressão. Criou-se um Diretório Militar com nove generais e um almirante, cuja finalidade nas suas próprias palavras era "pôr Espanha em ordem" para devolvê-la depois às mãos civis. Suspendeu-se a Constituição, dissolveram-se os municípios, proibiram-se os partidos políticos e restabeleceram-se os somatén como milícias urbanas.
Os sistemas democráticos cambaleavam também na Europa. O fascismo era implantado na Itália em 1925, na Alemanha o Partido nazi era fundado, a revolução russa ficava submetida à ditadura de Stalin e os regimes totalitários atingiam Portugal e Polônia.
Consciente da importância de manter o exército satisfeito, a campanha militar em Marrocos obteve o triunfo na Guerra do Rif com o desembarco de Alhucemas e a rendição de Abd el-Krim em 1926. Foi reprimido o sindicalismo da CNT, bem como o Partido Comunista de Espanha recém-criado; enquanto isso, a ditadura tolerou a UGT e o PSOE, sempre reticentes, para poder manter certo contato com os dirigentes operários. A burguesia catalã também começou prestando o seu apoio. A legislação social limitou o trabalho da mulher, construiu moradias obreiras e instituiu um modelo de formação profissional. Iniciou igualmente uma política de amplas inversões públicas para melhorar as comunicações (estradas e ferrovia), regadios e energia hidráulica.
Estes primeiros sucessos granjearam-lhe grande popularidade. Criou a organização União Patriótica como aglutinador de todas as aspirações políticas, bem como a Organização Corporativa Nacional como sindicato vertical ao modelo da Itália fascista, substituindo em 1925 o Diretório Militar por um civil.
Contudo, os primeiros apoios foram virando na contra. A burguesia catalã viu frustradas as suas tentativas descentralizadoras, com uma política ainda mais centralista que, em matéria econômica, chegou a favorecer os oligopólios. As condições de trabalho continuavam sendo péssimas e a repressão sobre os operários distanciou ainda mais a UGT e o PSOE do ditador. A economia mostrou-se incapaz de assumir a crise mundial de 1929. Em janeiro de 1930, Primo de Rivera demitiu.
A monarquia, cúmplice da ditadura, será o objeto em questão a partir da união de toda a oposição em Agosto de 1930 no chamado Pacto de São Sebastião. Os governos de Dámaso Berenguer chamado de dictablanda, e de Juan Bautista Aznar-Cabañas não farão mais que prolongar a decadência. Após as eleições municipais de 1931, a 14 de abril é proclamada a Segunda República, dando assim fim à restauração bourbônica.

### Uma cultura comprometida
A geração de 98, termo popularizado por Azorín, representa melhor que nenhum outro movimento a ruptura da elite intelectual com o sistema político. Defraudados com a monarquia, não tardaram em defender um novo modelo, desde as letras com homens como Joaquín Costa, Miguel de Unamuno (que deverá se exilar em Fuerteventura) ou Vicente Blasco Ibáñez cuja caneta será implacável contra Afonso XIII. Desde a filosofia, o mais fiel representante será José Ortega y Gasset.
A revista España, que fundara Manuel Azaña é fechada, Ramón María del Valle-Inclán é sancionado e as universidades sofrem constantes fechamentos.
Picasso desenvolve uma brilhante obra em Paris, dando ao cubismo pleno senso e criando uma das suas obras-primas: As senhoritas de Avignon.